# Ernst Dehner
Ernst Dehner, född 5 mars 1889 i Hersbruck ca 30 km öster om Nürnberg, död 13 september 1970 i Wiesbaden, var en tysk militär. Dehner befordrades till generalmajor i oktober 1940 och till general i infanteriet i december 1942. Han erhöll Riddarkorset av järnkorset i oktober 1941.

## Befäl
- 87. infanteriregementet november 1936 – november 1940
- 106. Infanterie-Division december 1940 – november 1942
- LXXXII. Armeekorps november 1942 – juli 1943
- LXIX. Armeekorps juli 1943 – april 1944
- generalkommando Dehner april – november 1944
- kommenderad till Heeresgruppe A för speciella uppdrag november 1944 – maj 1945.

Dehner var i krigsfångenskap maj 1945 – 1947.